# Pontiac Catalina Brougham
Der Pontiac Catalina Brougham war ein Oberklasse-PKW, der in den Modelljahren 1971 und 1972 von Pontiac, einer Marke von General Motors, als Nachfolger des Executive gefertigt wurde.
Diese Modellreihe war die Luxusausführung des Catalina und war nur als 4-türige Limousine oder als Hardtop-Modell mit 2 oder 4 Türen erhältlich. Wie der Catalina zeigten die Modelle eine V-förmig nach vorne ragende Nase mit breitem Mittelsteg, an dessen Seiten senkrecht stehende Kühlergitter installiert waren. Unter den einzeln nebeneinander in rechteckigen Rahmen angeordneten Doppelscheinwerfern dehnte sich der Kühlergrill bis zur gesamten Wagenbreite. Über den hinteren Radausschnitten hatten die Fahrzeuge einen „Hüftknick“.
Grundausstattung beim Antrieb war ein V8-Otto-Motor mit 6555 cm³ Hubraum, der 265 bhp (195 kW) bei 4400 min−1 leistete und einen Registervergaser besaß. Auf Wunsch gab es aber auch folgende Motoren:
- 6555 cm³ mit 300 bhp (221 kW) bei 4800 min−1, mit einem Doppel-Registervergaser
- 7456 cm³ mit 280 bhp (206 kW) bei 4400 min−1, mit einem Registervergaser
- 7456 cm³ mit 325 bhp (239 kW) bei 4400 min−1, mit einem Doppel-Registervergaser

Im Folgejahr 1972 fiel die Fahrzeugfront etwas flacher aus. Die beiden seitlichen Kühlergrills unter den Doppelscheinwerfern waren unterhalb des Stoßfängers verschwunden.
An der Basismotorisierung änderte sich nichts. Als Option gab es folgende Antriebe:
- 6555 cm³ mit 300 bhp (221 kW) bei 4000 min−1, mit einem Doppel-Registervergaser
- 6555 cm³ mit 380 bhp (279 kW) bei 4000 min−1, mit einem Doppel-Registervergaser
- 7456 cm³ mit 280 bhp (206 kW) bei 4000 min−1, mit einem Registervergaser
- 7456 cm³ mit 300 bhp (221 kW) bei 4000 min−1, mit einem Registervergaser
- 7456 cm³ mit 335 bhp (246 kW) bei 3600 min−1, mit einem Doppel-Registervergaser
- 7456 cm³ mit 380 bhp (279 kW) bei 3600 min−1, mit einem Doppel-Registervergaser

In beiden Produktionsjahren zusammen waren 51.206 Wagen entstanden. Im Folgejahr entfiel der Catalina Brougham ersatzlos.

## Quelle
- Gunnell, John: Standard Catalog of American Cars 1946–1975. Krause Publication, Iola (2002), ISBN 0-87349-461-X.